# 玉置良直
玉置 良直（たまき よしなお、1876年7月2日 - 1934年9月21日）は、日本の政治家。衆議院議員（1期）。

## 経歴
奈良県出身。十津川村会議員、同村長、吉野郡会議員、同議長、奈良県会議員、所得税調査委員、地方森林会議員、大和山林会評議員となる。
泊園書院（現・関西大学）を経て東京専門学校（現・早稲田大学）で学び、1920年の第14回衆議院議員総選挙において奈良5区から立憲政友会公認で立候補して当選する。衆議院議員を1期務め、1924年の第15回衆議院議員総選挙には立候補しなかった。1934年に死去した。